# Lucio Valerio Potito (console 483 a.C.)
Lucio Valerio Potito, in latino Lucius Valerius Potitus (fl. V secolo a.C.), è stato un politico e militare romano del V secolo a.C.

## Biografia
Lucio Valerio apparteneva al ramo Potito della nobile gens Valeria, un'antica gens patrizia dell'antica Roma. Era il figlio di Marco Valerio Voluso Massimo, console nel 505 a.C., il fratello di Manio Valerio Voluso Massimo, dittatore nel 494 a.C., e il padre di Lucio Valerio Potito, console nel 449 a.C. Si sa che era un parente di Publio Valerio Publicola, ma non si è stabilito con certezza se fosse il fratello o il nipote; le fonti critiche tendono a privilegiare quest'ultima ipotesi e per questa parentela viene talvolta indicato come Lucio Valerio Potito Publicola.
Nel 486 a.C. divenne questore e nel 485 a.C. fu uno dei due questori che accusarono Spurio Cassio Vecellino di ambire alla monarchia, accusa che portò alla condanna a morte dell'ex console, gettato dalla Rupe Tarpea dai suoi due accusatori.  Questa vicenda finì per rendere Lucio Valerio estremamente inviso alla plebe.

### Primo consolato (483 a.C.)
Nonostante fosse così inviso, Lucio Valerio venne eletto console nel 483 a.C. insieme a Marco Fabio Vibulano, che era al primo dei suoi tre incarichi.
In quell'anno i tribuni della plebe si batterono affinché venisse votata la legge agraria favorevole alla plebe, ma il senato era contrario alle donazioni e i consoli si opposero con tutte le loro forze. Per il racconto di Dionigi, la plebe istigò Caio Manio, un tribuno della plebe, a che si opponesse alla coscrizione degli uomini, finché i Senatori non nominassero i componenti della commissione, che avrebbe dovuto individuare le terre pubbliche da dividere tra i cittadini romani, secondo quanto stabilito durante il consolato di Spurio Cassio. I consoli superarono l'opposizione del tribuno, chiamando la leva fuori le mura cittadine, dove i tribuni della plebe non avevano alcun potere.
Si continuò la campagna contro i Volsci, per la quale a Fabio toccò in sorte la difesa dei territori degli alleati e a Valerio il comando dell'esercito accampato nel territorio dei Volsci. La campagna contro i Volsci non diede risultati apprezzabili, perché, secondo il console Lucio Valerio, l'esercito plebeo gli era contrario, perché il console non era adatto al comando, secondo i soldati.
A questa situazione di malessere complessivo si andarono ad aggiungere, a Roma come nelle campagne, presagi funesti basati sull'interpretazione delle viscere animali e sull'osservazione del volo degli uccelli, spiegati col mancato rispetto delle prescrizioni nei rituali religiosi. Il solo risultato del terrore dovuto alla collera degli dei fu la condanna a morte della vestale Oppia, sepolta viva, così come voleva la tradizione, per esser venuta meno al voto di castità.

### Secondo consolato (470 a.C.)
Lucio Valerio venne eletto console, per la seconda volta, insieme con Tiberio Emilio Mamercino.
Durante il loro consolato i tribuni della plebe ottennero di portare nuovamente all'attenzione del Senato la questione della ripartizione della terra, stabilita durante il consolato di Spurio Cassio Vecellino e Proculo Verginio Tricosto Rutilo. Entrambi i consoli si mostrarono favorevoli, Tiberio in particolare spinto da un vecchio risentimento verso il Senato stesso che aveva negato al padre la concessione del trionfo per la vittoria sui Veienti del 478 a.C.. La richiesta fu però respinta dal Senato, in particolare per l'opposizione di Appio Claudio, console nell'anno precedente
Furiosi per la sconfitta, i tribuni Marco Duilio e Gneo Siccio cercarono di vendicarsi formulando varie accuse contro Appio Claudio, tanto da riuscire a mandarlo sotto processo; tuttavia il processo non ebbe luogo, poiché Appio morì prima. Secondo Tito Livio Appio si ammalò gravemente e morì prima di essere posto sotto processo, secondo Dionigi si suicidò, ma i parenti dissero che morì per una malattia.
In quell'anno i due consoli vennero inviati a combattere contro due popoli nemici di Roma, Tiberio contro i Sabini e Lucio contro gli Equi. Dopo alcune scaramucce, i Romani ed i Sabini finirono per fronteggiarsi mantenendo le posizioni senza ingaggiare battaglia, ritirandosi poi dopo alcuni giorni senza vincitori né vinti.

### Fonti primarie
- Dionigi di Alicarnasso, Antichità romane
- Tito Livio, Ab urbe condita libri

### Fonti secondarie
- William Smith, Dizionario di biografia e mitologia greco-romana